# Philosophie des 20. Jahrhunderts
|  | Dieser Artikel wurde in der Qualitätssicherung Philosophie eingetragen. Artikel, die sich als nicht relevant genug herausstellen oder mittelfristig kein hinreichend akzeptables Niveau erreichen, können schließlich auch zur Löschung vorgeschlagen werden. Bitte hilf mit, die inhaltlichen Mängel dieses Artikels zu beseitigen, und beteilige dich bitte an der Diskussion! Bitte entferne diesen Hinweis nicht ohne Absprache! |

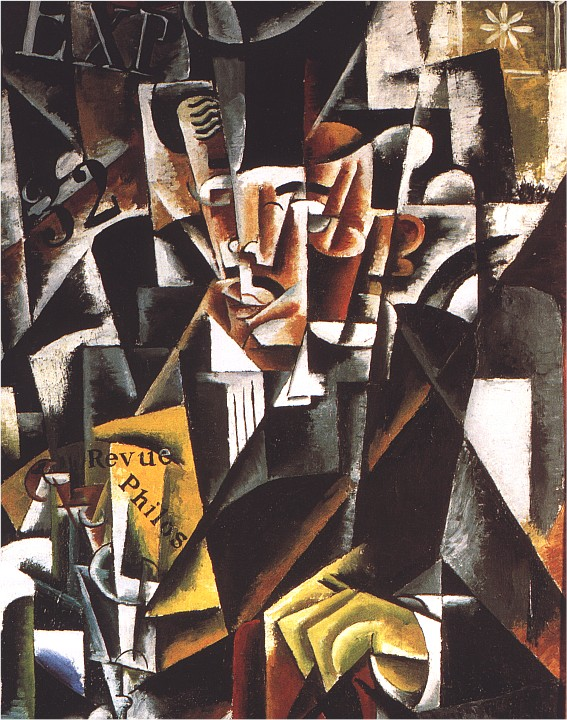
Der Philosoph (Popowa, 1915)

Das 20. Jahrhundert war durch eine starke Heterogenität der philosophischen Strömungen geprägt. Viele Philosophen gehören im Laufe ihres Lebens mehreren „Schulen“ an, so dass sie nicht immer klar einer philosophischen Richtung zuzuordnen sind.
Eine größere Zäsur in der Philosophie des 20. Jahrhunderts bildete der Zweite Weltkrieg.

## Außerphilosophische Impulse
Das 20. Jahrhundert war Schauplatz mehrerer physikalischer Umwälzungen. Eine erste kam vom Physiker Max Planck mit der Veröffentlichung seiner Quantenhypothese genau im Jahre 1900. Grundlegenden Einfluss auf das philosophische Denken im 20. Jahrhundert nahm aber vor allem die Relativitätstheorie Einsteins, die eine völlige Erneuerung des Weltbildes zur Folge hatte. Mit Einstein wurde klar, dass die als unumstößlich geltenden Naturgesetze, hier die Mechanik Newtons, die über 200 Jahre aller Physik zugrunde lag, durch neue Theorien ablösbar sind. Raum und Zeit waren auf einmal nicht mehr absolut und können erst mit der Entstehung der Materie, d. h. des Kosmos, entstanden sein. Eine der Grundansichten Einsteins war es, dass Theorien bestimmen, was man beobachten kann.
Die Weiterentwicklung dieser umwälzenden neuen Weltsicht führte durch Werner Heisenbergs Quantenmechanik und seine Unschärferelation sowie die Quantentheorie von Niels Bohr über die Konstitution von Atomen und Molekülen, nach der mit sich ausschließenden Versuchsanordnungen ein und dasselbe Objekt erfasst werden kann, zu der Erkenntnis, dass physikalische Phänomene nur mit Wahrscheinlichkeiten berechnet werden können. Hiernach war auf einmal die von Planck und Einstein (Gott würfelt nicht) noch als sicher angenommene Frage der Determination der physikalischen Welt wieder offen, was u. a. für die Diskussion in der Philosophie des Geistes von Bedeutung ist.
Bemerkenswert ist, dass diese Naturwissenschaftler, zu denen auch noch Erwin Schrödinger (Wellenmechanik), Wolfgang Pauli (Theorien entstehen durch das Verstehen empirischen Materials, durch das Schauen innerer symbolischer Bilder) sowie Carl Friedrich von Weizsäcker (Grundbedingung jeder Erfahrung ist die Zeit) zu zählen sind, nicht nur über ihre erkenntnistheoretischen Implikationen zumeist von einem platonischen Standpunkt aus nachdachten, sondern auch die moralisch-politischen Konsequenzen in philosophischen Arbeiten bedachten und zum Teil gegen den Strom publizierten.
Auch im Bereich der Tiefenpsychologie riefen Sigmund Freud, Alfred Adler und Carl Gustav Jung radikale Änderungen im Denken hervor. Wenn auch diese Theorien im Sinne von Wissenschaftlichkeit erheblicher Kritik ausgesetzt sind, spielen Triebe, Prägung und das Unterbewusste im Denken der Gegenwart eine erhebliche Rolle. In der zweiten Hälfte des 20. Jahrhunderts schälte sich immer mehr die Biologie als die prägende Naturwissenschaft heraus. Wichtige Stichwörter sind die Evolution, Molekularbiologie, Gentechnik und Neurowissenschaften, deren theoretische Grundlagen wiederum Verschiebungen im Selbstverständnis des Menschen bedeuten.
Vergleicht man die Welt am Beginn und am Ende des 20. Jahrhunderts, so zeigt sich ein Bild extremer technischer, gesellschaftlicher und politischer Umwälzungen. Als Reaktion auf Kriege ungeheuren Ausmaßes und das Phänomen des Völkermordes scheint Kants Idee vom Völkerbund als überstaatlicher Vertragsgemeinschaft zumindest eine Chance zu haben, auch wenn die nationalstaatlichen Egoismen in vieler Hinsicht noch ungebrochen sind. Eine Bedrohung scheint das außerordentliche Bevölkerungswachstum zu sein, dessen Konsequenzen zu Beginn des neuen Jahrtausends noch gar nicht absehbar sind. Aus der Klassengesellschaft des 19. Jahrhunderts ist eine Massen- und Konsumgesellschaft geworden, wo in den Industriestaaten kaum noch Sorge um die persönliche Existenz besteht, aber viele Ängste durch Arbeitslosigkeit an den Rand der Gesellschaft gedrängt zu werden. Demgegenüber gibt es Hunger und Not in den sog. unterentwickelten Ländern, denen aus den reichen Ländern unverhohlenes Desinteresse und Egoismus gegenüberstehen.
Als Konsequenz haben die naturwissenschaftlichen, technischen und gesellschaftlichen Entwicklungen des 20. Jahrhunderts auch neue Diskussionen in der Ethik hervorgerufen, wie sie in Fragen der Technikfolgenabschätzung, der Genethik oder der Umweltethik zum Ausdruck kommen. So sieht sich die Menschheit mit der Massenvernichtung des Nationalsozialismus, den Atombomben von Hiroshima und Nagasaki, der Konfrontation von Hunger und extremen Reichtum, Umweltkatastrophen wie Tschernobyl oder einer drohenden Klimakatastrophe konfrontiert. Diese Problemlage wurde im 20. Jahrhundert geschaffen, ohne dass konkrete Lösungen in Aussicht sind. Aus philosophischer Sicht ist festzustellen, dass es nur wenige Beiträge gibt, die Lösungswege anstreben. Das philosophische Gespräch schwankt mehr zwischen kommentierender Analyse und theoretischem Diskurs. Als unermüdliche Kämpfer gegen den Gleichmut des Alltäglichen ragen Bertrand Russell, Albert Einstein, Albert Schweitzer, Theodor W. Adorno und Hans Jonas heraus.

## Sprache als Paradigma der Philosophie des 20. Jahrhunderts
Wenn man die Philosophie des 20. Jahrhunderts trotz ihrer Vielfalt und Gegensätzlichkeit unter einem Rubrum zusammenfassen will, so ist es die Sprache, die sich durch fast alle philosophischen Positionen als prägendes Element hindurch zieht. Dies begann bei Gottlob Frege (der Satz als die kleinste Einheit der Bedeutung) und wurde vor allem durch Ludwig Wittgenstein (Alle Philosophie ist Sprachkritik – Der Gedanke ist der sinnvolle Satz) zum „linguistic turn“ in der Sprachphilosophie. Gemeinsam mit dem Ansatz der analytischen Philosophie (Bertrand Russells Theorie der Kennzeichnungen) führte dies zu einem völlig neuen Blickwinkel auf die Philosophie. Doch auch schon bei Edmund Husserl ist die sprachliche Erschließung der untersuchten Gegenstände ein wesentlicher Baustein der Phänomenologie. Maurice Merleau-Ponty sieht in der Sprache eine besondere Gebärde. Die Philosophische Anthropologie befasst sich mit dem Menschen als sprachbegabtem Wesen (Max Scheler, Helmuth Plessner). Für Ernst Cassirer ist die Sprache als symbolische Form der Ausgangspunkt zur Erschließung der Kultur und des Menschen. Hermann Schmitz fasste die Phänomenologie neu. Er thematisierte gerade die von Husserl ausgeschlossene Alltäglichkeit menschlicher ‚Atmosphären’ als emotional-kollektive Konstitutionsräume.
Martin Heidegger ist bekannt für seinen exaltierten Umgang mit der Sprache. Für ihn war die Rede das Existenzial des Sprechens. Die Hermeneutik wurde von Hans-Georg Gadamer zu einer eigenständigen Sprachphilosophie ausgebaut. Im Logischen Empirismus wurde versucht eine eigenständige Wissenschaftssprache mit logischer Konsistenz zu entwickeln (Rudolf Carnap). Karl Popper nahm in seinen Kritischen Rationalismus Grundelemente des Sprachforschers Karl Bühler auf. George Edward Moore hingegen prägte die Ordinary Language Philosophy, mit der er auch Einfluss nahm auf die pragmatische Wende Wittgensteins, der mit der Gebrauchssprache und dem Sprachspiel erneut ein neues Paradigma schuf, das von den Oxfordern Gilbert Ryle und John Langshaw Austin mit der Theorie der Sprechakte aufgenommen wurde. John Searle entwickelte hierzu eine Bündeltheorie der Referenz und Noam Chomsky trug zur Diskussion mit seiner Theorie der Generativen Grammatik bei.
In Frankreich erfolgte die linguistische Prägung durch den Strukturalismus (Saussure) und Poststrukturalismus (Jacques Derrida), den Michel Foucault in die ebenfalls textorientierte Postmoderne führte, die bis zur dekonstruktivistischen feministischen Philosophie bei Judith Butler reicht. Die analytische Sprachphilosophie findet ihre Fortsetzung in Fred Dretskes Erklärung der Repräsentation mit Hilfe des Informationsbegriffs, in Donald Davidsons Bedeutungstheorie der Wahrheitsbedingungen und in der Sprachpragmatik von Robert Brandom, Richard Rorty und Hilary Putnam.
In Deutschland findet man als eigenständige These die transzendentale Sprachpragmatik von Karl-Otto Apel, auf die die Diskursphilosophie von Jürgen Habermas ein Reflex ist. Zu nennen ist weiterhin die logische Propädeutik der Erlanger Schule (Paul Lorenzen). Sprache als symbolische Form erlebt eine Wiederbelebung und in eine ähnliche Richtung zielt der Interpretationismus von Hans Lenk und Günter Abel.

## Neuscholastik und Neuthomismus
Der Neuthomismus als harter Kern der Neuscholastik ist eine breite Strömung der christlichen Philosophie zum Ende des 19. und im 20. Jahrhundert. Papst Leo XIII. hatte mit seiner Enzyklika Aeterni Patris von 1879 den mittelalterlichen Kirchenphilosophen Thomas von Aquin zum ersten Kirchenlehrer ernannt und seine Lehre für jede katholische Priesterausbildung allgemein empfohlen. In der Folge wuchs das Interesse an der mittelalterlichen Scholastik und es entstanden eine ganze Reihe neuthomistischer Philosophien. Herausragende Vertreter dieser Bewegung waren Joseph Maréchal, Jacques Maritain, Étienne Gilson und Erich Przywara.

## Neukantianismus
Neukantianismus ist die vor allem von Otto Liebmann und Friedrich Albert Lange eingeleitete philosophische Bewegung, welche sich unter Berufung auf die transzendentale Logik und erkenntnistheoretische Schriften Immanuel Kants gegen den Materialismus wendet.
Hierbei wurde die Forderung erhoben, wieder direkt auf Immanuel Kant zurückzugehen und eine Philosophie zu entwickeln, die den Ansprüchen der damals modernen Wissenschaften genügte. Charakteristisch ist für den Neukantianismus außerdem das neu erwachte Interesse an einer geltungstheoretischen Begründung der Geisteswissenschaften und das Interesse an einer philosophischen Begründung der politischen Theorie. So liefert etwa der Marburger Neukantianismus die theoretische Grundlage für den Revisionismus Eduard Bernsteins und für den Austromarxismus Max Adlers. Auch im Bereich der russischen Philosophie des frühen 20. Jahrhunderts hatte der Neukantianismus eine erhebliche Bedeutung, da er die Mitte zwischen orthodox-mystischer Metaphysik und atheistischem Materialismus hielt.
Der Neukantianismus zum Ende des 19. und zu Beginn des 20. Jahrhunderts war in Deutschland vor allem durch zwei Schulen vertreten, die Marburger Schule mit Hermann Cohen, Paul Natorp, Karl Vorländer, Rudolf Stammler und Ernst Cassirer und die Südwestdeutsche Schule mit Wilhelm Windelband und Heinrich Rickert. Hinzu kommt der Kritizismus der aber keine eigene Schule ausgebildet hat. Wichtige Vertreter des Kritizismus waren Alois Riehl, Hans Vaihinger und Richard Hönigswald.

## Phänomenologie

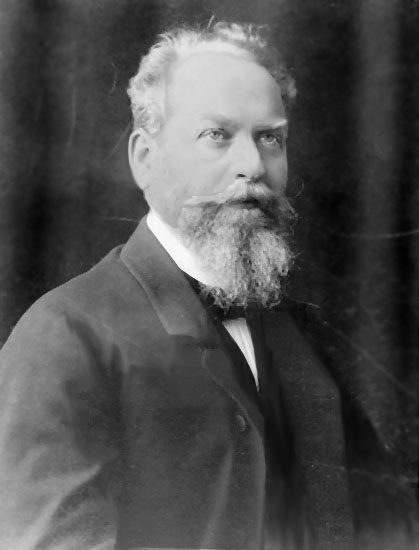
Edmund Husserl (1900)

Edmund Husserl (1859–1938) ist der Begründer der Phänomenologie, einer als „strenge Wissenschaft“ auftretenden Philosophie, die ihn zu einem der einflussreichsten Denker des 20. Jahrhunderts machte. Er forderte die Philosophen auf, sich der vorschnellen Weltdeutung zu enthalten und bei der analytischen Betrachtung der Dinge an das zu halten, was dem Bewusstsein unmittelbar erscheint. Dabei brach er mit dem um 1900 noch vorherrschenden Psychologismus, der die Gesetze der Logik als Ausdruck der psychischen Gegebenheiten sah, die eine Objektivität unmöglich machten.
Er glänzte weniger als akademischer Lehrer, sondern philosophierte in ungewöhnlich hohem Maße schreibend. Ca. 40.000 Seiten, die mit seinen Analysen gefüllt sind, werden seit 1950 nach und nach als „Husserliana“ aus seinem Nachlass herausgegeben. Husserl-Schüler waren Edith Stein, Dietrich von Hildebrand, Ludwig Landgrebe und Roman Ingarden. Den größten Einfluss übte er auf die Existenzphilosophen und Phänomenologen Martin Heidegger, Emmanuel Levinas, Maurice Merleau-Ponty und Jean-Paul Sartre aus.
In der Soziologie wurden seine Gedanken vor allem in Arbeiten von Georg Simmel, Alfred Schütz, zuletzt auch von Heinrich Rombach fortentwickelt. Die Phänomenologie beeinflusste die materiale Wertethik als Wesensanalytik des Ethischen (Moritz Geiger, Hans Reiner, Max Scheler), fand Eingang in die Psychologie (Alexander Pfänder) und die Rechtswissenschaften (Adolf Reinach).

## Philosophische Geschichts- und Kulturkritik
Oswald Spengler (1880–1936) war ein deutscher Geschichtsphilosoph und Kulturhistoriker, dessen Hauptthema die morphologische Sicht der Welt als Geschichte ist. Diese ist in seinem philosophischen Hauptwerk als monumental ausgearbeitete Theorie fokussiert. Zentrale Thesen sind dabei die Unfähigkeit seiner Zeit, kreativ zu wirken, die daraus folgende Verpflichtung des Bewahrens der von früheren Generationen geschaffenen Kultur, die Bewährung angesichts der politischen Herausforderungen in Zeiten des Verfalls, bei dem der „Blick über die Kulturen hin“ den Weg weisen soll. Erkenntnistheoretisch berief er sich dabei auf Goethe. Ein weiterer Vertreter der philosophischen Geschichts- und Kulturkritik war der spanische Philosoph, Soziologe und Essayist José Ortega y Gasset (1883–1955), der als Kulturphilosoph auf Friedrich Nietzsche, Wilhelm Dilthey und der Lebensphilosophie aufbaute.

## Philosophische Anthropologie
Max Scheler (1874–1928) war ein deutscher Philosoph und Soziologe. Im Jahre 1913 veröffentlicht er seine Arbeit zur materialen Wertethik. Er löst hierbei die kantsche Pflichtethik durch seine Wertethik ab, indem er zum Theoretischen und Praktischen das emotionale Wertgefühl einbringt. Das Sittliche baut nun bei ihm personalistisch auf einer konkreten Wertbestimmung auf. Damit führte er die phänomenologische Philosophie weiter, wichtige Momente der Zeit aufnehmend.
In seiner 1928 veröffentlichten Schrift „Die Stellung des Menschen im Kosmos“ teilt er die menschliche Psyche in vier Schichten nach dem Stufenbau der organischen Natur ein, in den Gefühlsdrang, den Instinkt, das assoziative Gedächtnis und die praktische Intelligenz. Diesen setzte er ein gänzlich anderes Prinzip des Geistes entgegen, wodurch der Mensch dem Naturzusammenhang vollkommen „enthoben“ sei. Allerdings sei das Leben und der Geist aufeinander angewiesen: der Geist durchdringe das Leben mit Ideen, die dem Leben erst seine Bedeutung geben würde. Dagegen würde das Leben erst den Geist ermöglichen, ihm eine Tätigkeit zu geben und diese im Leben zu verwirklichen.
Helmuth Plessner (1892–1985) war ein deutscher Philosoph und Soziologe sowie ein Hauptvertreter der Philosophischen Anthropologie. Mit der posthumen Herausgabe der zehnbändigen „Gesammelten Schriften“ (1981–1985) gehört sein Werk zu den meistdiskutierten Denkansätzen des 20. Jahrhunderts, vor allem sein Konzept einer „Philosophischen Anthropologie“. Arnold Gehlen (1904–1976) war ein deutscher Philosoph und Soziologe. Er ist bis heute ein einflussreicher Denker eines auf anthropologischem Skeptizismus gründenden Konservatismus. In den 1960er Jahren wurde er vor allem als Antipode der Frankfurter Schule, und hier insbesondere von Theodor W. Adorno bekannt.

## Philosophie im dialogischen Bezug
Dialogphilosophie (auch Dialogische Philosophie bzw. Philosophie des Dialogs) ist eine Philosophie in jüdisch-christlicher Tradition, die die Dialogik in den Mittelpunkt des Reflektierens stellt und diese in mehr oder minder scharfer Abgrenzung zur Dialektik Kants und Hegels sieht. In ihrer ethischen Ausprägung stellt sie die Frage, wie über sinnvolle Dialoge humane Zukunft gestaltet werden kann. Die wichtigsten Vertreter der Dialogphilosophie sind Martin Buber, Ferdinand Ebner, Franz Rosenzweig, Gabriel Marcel und Kuno Lorenz.

## Kritischer Realismus
Vertreter des kritischen Realismus gehen von der erkenntnistheoretischen Position aus, dass eine reale Welt existiert, nehmen jedoch im Gegensatz zum naiven Realismus nicht an, dass diese sich objektiv so darstellt, wie sie dem Menschen erscheint. Vielmehr ist die Erkenntnis der realen Welt durch die Art und Weise der menschlichen Wahrnehmung bestimmt und begrenzt. Allerdings nähert sich das Wissen der Menschen im Laufe der Forschungsprozesse immer mehr der Realität an, jedoch ohne diese vollständig zu erreichen.
Prominenter Vertreter des kritischen Realismus war Nicolai Hartmann (1882–1950), ein deutscher Philosoph deutsch-baltischer Abstammung. Er war ursprünglich Neukantianer und Schüler von Hermann Cohen und Paul Natorp, doch entwickelte er bald seine eigene Philosophie. Er veröffentlichte eine Vielzahl von Arbeiten, in denen er ein großangelegtes philosophisches System (eine Ontologie) zur Überwindung des Gegensatzes von Materialismus und Idealismus erstellen wollte, das allerdings eindeutig objektiv-idealistische Züge trug. Weiterhin zu nennen sind Alois Riehl, Oswald Külpe, Hans Albert und George Santayana.

## Sozialphilosophie
Max Weber (1864–1920) war ein deutscher Jurist, Nationalökonom und Soziologe. Er gilt als Mitbegründer der deutschen Soziologie. Seine Begriffsbildungen werden bis heute in der Soziologie und der Politikwissenschaft oft als Grundlage genommen, z. B. seine Definitionen von Macht und Herrschaft, der Begriff des Idealtypus sowie die Einteilung des moralischen Handelns in Gesinnungs- und Verantwortungsethik. Ein weiterer soziologisch orientierte Philosoph war Georg Simmel (1858–1918), der häufig dem Kreis der Lebensphilosophie zugerechnet wird.
Walter Benjamin (1892–1940) war ein deutscher Philosoph, Gesellschaftstheoretiker, Literaturkritiker und Übersetzer. Durch die emphatische Beziehung der Philosophie auf die Sprache versuchte Benjamin, den herrschenden naturwissenschaftlich orientierten Erkenntnisbegriff derart umzubilden, dass dieser wieder der Erfahrungen der Theologie mächtig würde. Im Gegensatz zu dem positivistischen, an den Einzelwissenschaften orientierten Modell von Philosophie opponiert die Benjaminsche der ubiquitären Verdinglichung der Sprache zum bloßen Zeichensystem.
Gegenüber der Geschichtsphilosophie des Idealismus mit ihrer, vom Marxismus geteilten, Fetischisierung des Fortschrittsbegriffs, demzufolge der immanente Verlauf der Geschichte ein bereits fortschreitender sein, selbsttätig und unaufhaltsam aus dem Grauen der „Vorgeschichte“ in menschliche Verhältnisse einmünden soll, fordert Benjamin eine Kopernikanische Wendung, die der jüdischen Lehre des „Eingedenkens“ zu ihrem Recht verhelfen würde. Philosophie habe den Blick auf die Trümmer der Geschichte und die geschichtlichen Katastrophen zu lenken, auf all das, was verraten, unterdrückt und vergessen wurde.
Der Soziologe Niklas Luhmann (1927–1998) war einer der Begründer der soziologischen Systemtheorie. Kleinste Elemente sozialer Systeme, postuliert Luhmann, sind nicht etwa handelnde Menschen, sondern Kommunikationen. Ein soziales System steuert sich selbst, indem es ständig Kommunikationen produziert und anschlussfähig hält. Psychische Systeme (Bewusstsein) können nicht kommunizieren, sie denken; nur soziale Systeme (Interaktion, Organisation, Gesellschaft) können sich kommunikativ anregen. Die Luhmannsche Systemtheorie hat eine teilweise heftige Debatte nicht nur in der Soziologie entfacht. Aus erkenntnistheoretischer Perspektive wird moniert, die Theorie laufe aufgrund ihres tautologischen, deskriptiven Ansatzes leer und sage uns nicht mehr über die Welt, als was wir aufgrund fachwissenschaftlicher Erkenntnisse ohnehin schon über sie wissen oder wissen könnten.

## Neopositivismus und Logischer Empirismus
Der Experimentalphysiker Ernst Mach, für den in Wien der Lehrstuhl für die „Philosophie der induktiven Wissenschaften“ eingerichtet wurde, gilt aufgrund seiner positivistischen Auffassungen und seiner Theorie über die Empfindungen als Urvater des Wiener Kreises, der mit dem Begriff „Logischer Empirismus“ seine Grundauffassung zur Erkenntnistheorie beschrieb. Machs indirekter Nachfolger Moritz Schlick richtete auf Anregung von Friedrich Waismann und Herbert Feigl ein informelles Kolloquium zwischen Philosophen und Naturwissenschaftlern ein, an dem u. a. regelmäßig Otto Neurath, Victor Kraft, Felix Kaufmann und der Physiker Philipp Frank sowie später Rudolf Carnap und die Mathematiker Kurt Gödel und Karl Menger teilnahmen. Es gab eine gemeinsame programmatische Schrift über die „Wissenschaftliche Weltauffassung“ sowie die Zeitschrift „Erkenntnis“. Diskutiert wurden der analytische Ansatz Russels, die Logik Freges, das Verhältnis mathematischer zu physikalischer Geometrie und schnell auch die Auffassung Wittgensteins, dass Philosophie Sprachkritik sein müsse. Wittgenstein und auch Popper hatten Kontakt zum Wiener Kreis, waren aber keinesfalls Mitglieder, sondern hatten zum Teil abweichende Positionen.
Der Philosoph Rudolf Carnap (1891–1970) war einer der Hauptvertreter des logischen Empirismus. Für Carnap bestand die Aufgabe der Philosophie in der logischen Analyse der (Wissenschafts-)Sprache, wobei er als einer der ersten Theoretiker versuchte, die bahnbrechenden logischen Arbeiten von Gottlob Frege, Bertrand Russell und Alfred North Whitehead für erkenntnis- und wissenschaftstheoretische Fragestellungen nutzbar zu machen.
Carnap versuchte zu zeigen, dass sich alle Begriffe, die sich auf die physische Außenwelt, die mentalen Zustände Anderer oder auf kulturell-soziale Vorgänge beziehen, letztlich auf eine eigenpsychische Basis zurückführen lassen, d. h. auf Begriffe, die den jeweiligen subjektiven Erlebnisstrom eines Beobachter betreffen. Er erhob auf der Grundlage einer verifikationistischen Semantik den Vorwurf der Sinnlosigkeit gegen die traditionellen Probleme der Metaphysik ebenso wie gegen ethische Aussagen.
Unter dem Einfluss von Otto Neurath entwickelte er später eine physikalistische Sprachauffassung, innerhalb derer nicht mehr eigenpsychische Phänomene, sondern intersubjektiv zugängliche physische Gegenstände die primären Bezugsobjekte sind. 1934 plädierte Carnap dafür, Philosophie durch Wissenschaftslogik – d. h. durch die logische Analyse der Wissenschaftssprache – zu ersetzen. Er hatte einen nachhaltigen Einfluss auf die Entwicklung der analytischen Philosophie.
Ideen einer wissenschaftlichen Philosophie auf der Grundlage des logischen Empirismus wurden auch in der Berliner Gruppe um Hans Reichenbach und Carl Gustav Hempel sowie von den Warschauer Logikern Jan Łukasiewicz und Alfred Tarski vertreten. Tarski wurde insbesondere durch die von ihm entwickelte Wahrheitstheorie bekannt.

## Analytische und Sprachphilosophie
Analytische Philosophie ist eine Sammelbezeichnung für bestimmte philosophische Ansätze, die seit Beginn des 20. Jahrhunderts entwickelt wurden. Diese Ansätze stehen in einer Tradition, die zunächst hauptsächlich mit idealen Sprachen (formalen Logiken) oder durch Analyse der gebräuchlichen Alltagssprache operierte. Anfangs standen viele schulbildende Vertreter dem Logischen Empirismus (Wiener Kreis u. a.) nahe. Dort herrschte eine Skepsis gegenüber metaphysischen Begriffen vor. Spätestens seit Mitte des 20. Jahrhunderts finden analytische Instrumentarien zunehmend in sämtlichen Disziplinen der Philosophie Anwendung. Eine Abgrenzung zu kontinentalen Ansätzen (Kontinentalphilosophie) ist bezüglich theoretischer Vorannahmen größtenteils unmöglich geworden. Auch bezüglich methodischer Vorgehensweisen sind genaue Abgrenzungen vielfach umstritten.
Gottlob Frege
Als Vorläufer der analytischen und Sprachphilosophie gilt der deutsche Mathematiker, Logiker und Philosoph Gottlob Frege (1848–1925), der vielfach als der größte Logiker nach Aristoteles bezeichnet wird. Mit ihm begann eine neue Epoche in der Geschichte der Logik, nachdem die aristotelische Syllogistik mehr als 2.000 Jahre lang als das Maß aller Dinge gegolten hatte. Im Bereich der Sprachphilosophie geht insbesondere die Unterscheidung zwischen Bedeutung (bei Frege: Sinn) und Bezug bzw. Referenz (bei Frege: Bedeutung) auf Frege zurück.
Bertrand Russell und Alfred North Whitehead
Zusammen mit seinem Studienfreund George Edward Moore gilt Bertrand Russell (1873–1958) als Begründer der analytischen Philosophie. Ausgehend von mathematisch-logischen Fragestellungen versuchte er gemeinsam mit Alfred North Whitehead (1861–1947) die Mathematik auf die reine Logik zurückzuführen. Daneben entwickelte er einen Logischen Atomismus als erkenntnistheoretische Position. Russell versuchte im Gegensatz zu Moore eine auf reiner Logik beruhende Wissenschaftssprache zu entwickeln und war hierin wesentlicher Ideengeber für den Logischen Empirismus und die Arbeiten von Rudolf Carnap. Als Lehrer und Diskussionspartner hatte Russell auch wesentlichen Einfluss auf Ludwig Wittgenstein. Whitehead hingegen entwickelte in der Folgezeit eine auf Prozessen gegründete Metaphysik, die er in dem viel beachteten Werk Prozess und Realität veröffentlichte.
George Edward Moore
George Edward Moore (1873–1958) war ein englischer Philosoph. Er war gemeinsam mit Bertrand Russell und Ludwig Wittgenstein in der Nachfolge von Gottlob Frege einer der Väter der analytischen Philosophie. Ausgangspunkt für Moore war die kritische Auseinandersetzung mit dem seinerzeit in England vorherrschenden Idealismus, dem er das Grundverständnis des Common sense entgegenhielt und für dessen Sichtweise er mit der Methode der logischen Analyse sprachlicher Ausdrücke entgegentrat.
Moore hat den meisten anderen Philosophen, die im Bereich der Ethik gearbeitet haben, vorgehalten, dass sie einen grundlegenden Fehler, den sogenannten naturalistischen Fehlschluss begangen hätten. Man kann auch das Gute nicht gleichsetzen mit Glücklichkeit oder Freude, weil diese Begriffe auch immer einen nicht mit dem Guten übereinstimmenden Inhalt haben können. Moore zog den Schluss, dass das Gute mit keinem anderen Wert gleichgesetzt werden kann. Zur Unterstützung seiner Argumente lehrte Moore, dass man mit Hilfe der moralischen Intuition genau bestimmen könne, was genau gut sei.
Moore hat weiterhin als erster auf das nach ihm benannte Moores Paradoxon hingewiesen, das in der Aussage liegt: „Es regnet, aber ich glaube nicht, dass es das tut.“
Wie Russell war Moore Lehrer und wesentlicher Gesprächspartner für Wittgenstein, dem er in Norwegen auch bei der Abfassung seiner Manuskripte mithalf.
Ludwig Wittgenstein

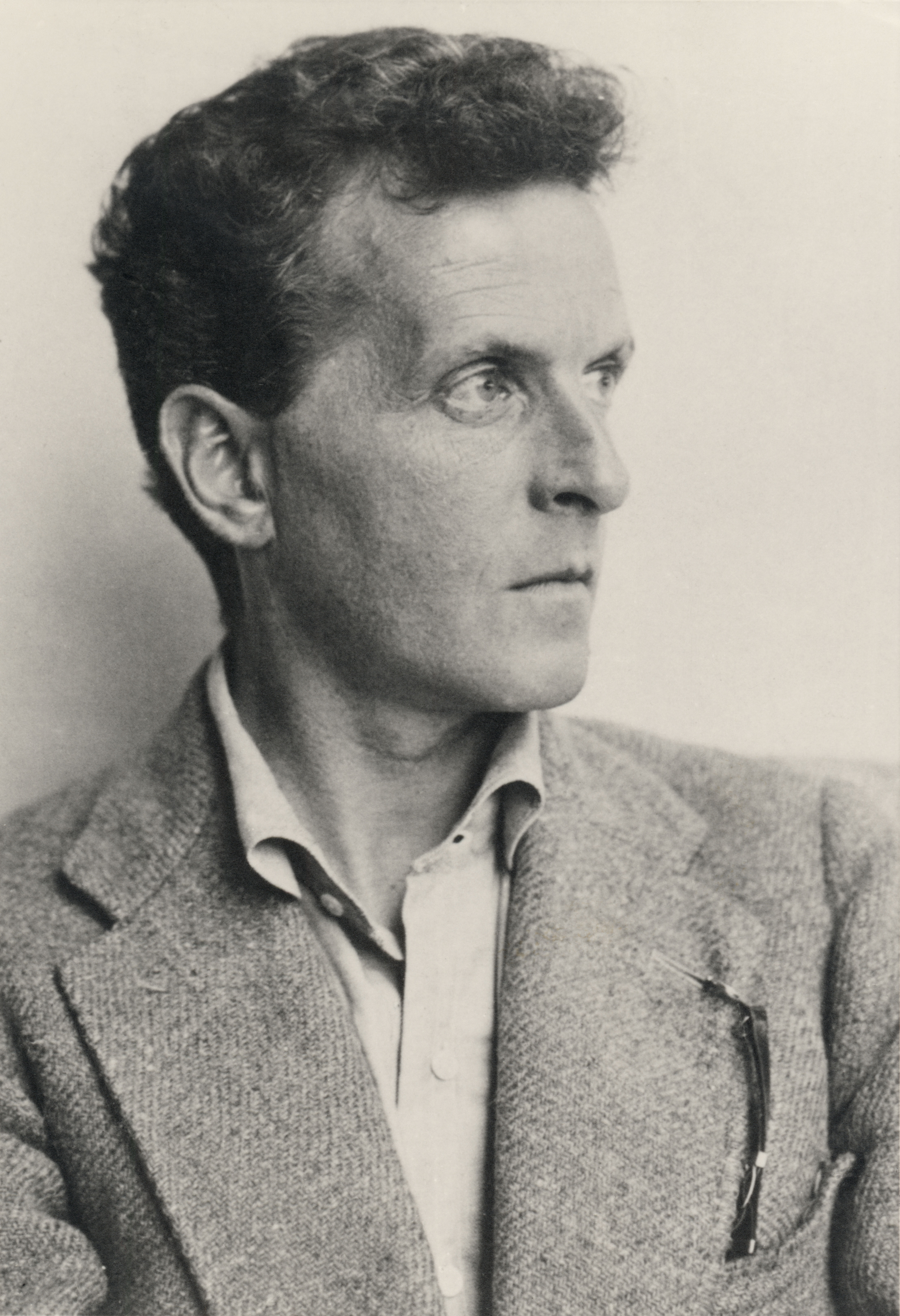
Ludwig Wittgenstein, 1930

Ludwig Wittgenstein (1889–1951) war einer der wichtigsten Philosophen des 20. Jahrhunderts; unter dem Einfluss seiner Werke entstand die (sprach-)analytische Philosophie.
Wittgenstein entwirft ein völlig neues Verständnis von Sprache. Sprache wird von ihm und seinen Schülern verstanden als ein unüberschaubares Konglomerat von einzelnen „Sprachspielen“, die je eigenen Regeln gehorchen, sich aber dennoch durch ihre „Familienähnlichkeiten“ überschneiden (z. B. das Sprechen über Spiele mit dem Sprechen über Sport). Philosophische Probleme sind nichts anderes als „Scheinprobleme“ d. h. lediglich „Sprachverwirrungen“, die durch eine Rekurrierung auf die normale, also umgangssprachliche Verwendungsweise der Begriffe und Wörter aus der Welt geschafft werden können. Dies wird möglich, indem man die internen Spielregeln eines Sprachspiels, also die Regeln der Verwendungsweise der einzelnen Wörter und Sätze darin aufdeckt.
Nur wenige Philosophen haben so intensiv über das Wesen der „Philosophie“ und des „Philosophierens“ nachgedacht wie Wittgenstein besonders in seiner späteren Phase. Er hielt die meisten Probleme in der Philosophie für hausgemacht: Vor allem aufgrund oberflächlicher grammatischer Ähnlichkeiten lassen sich viele zu Schlussfolgerungen verleiten, die in theoretische Sackgassen enden. Zum Beispiel kann die grammatische Ähnlichkeit zwischen Sätzen wie „Ich habe einen Stuhl“ und „Ich habe eine Idee“ zu der Auffassung verleiten, dass man eine Idee auf gleiche Weise „hat“ wie einen Stuhl, was schließlich dazu führen kann, eine Idee als Gegenstand aufzufassen, wenn auch als „Gegenstand von besonderer Art“. Nach diesem besonderen Gegenstand wird dann häufig in Form von metaphysisch-erkenntnistheoretischen „Theorien“ oder durch introspektives Grübeln krampfhaft gesucht. Das Ziel Wittgensteins besteht darin, solche Verkrampfungen zu lösen.
Für Wittgenstein ist das Philosophieren keine „erklärende“ Tätigkeit, d. h., er stellt keine Theorien welcher Art auch immer auf, um diese dann zu vertreten und zu verteidigen. Aus seiner Sicht handelt es sich um eine „therapeutische“ Tätigkeit, die allein die Aufgabe hat, philosophische Probleme aufzulösen. Alles, was Wittgenstein in seinem Spätwerk zu vermitteln trachtete, sind Methoden und Techniken für das Lösen von philosophischen Problemen und intellektuellen Verkrampfungen.
Elizabeth Anscombe
Elizabeth Anscombe (1919–2001) war eine britische Philosophin, die wichtige Beiträge zur Handlungstheorie sowie Tugendethik leistete, und Schülerin Ludwig Wittgensteins.
Elizabeth Anscombe studierte am St Hugh's College an der Universität Oxford und graduierte 1941. Im ersten Jahr als Undergraduate konvertierte sie zum katholischen Glauben.
Nach Wittgensteins Tod im Jahre 1951 wurde Elizabeth Anscombe neben Rush Rhees und G. H. von Wright einer der drei Verwalter der philosophischen Hinterlassenschaft Wittgensteins. In dieser Funktion waren sie verantwortlich für die postume Herausgabe und Veröffentlichung einer Vielzahl von Notizen und Manuskripten mit nachgelassenen Werken Wittgensteins, die sie auch ins Englische übersetzte (darunter die Philosophischen Untersuchungen). Von 1970 bis 1986 lehrte Anscombe als Professorin für Philosophie an der Universität Cambridge.
Gilbert Ryle
Der britische Philosoph Gilbert Ryle (1900–1976) gilt zusammen mit John Langshaw Austin als Hauptvertreter der ordinary language philosophy („Philosophie der normalen Sprache“). Diese versuchte im Anschluss an Ludwig Wittgenstein philosophische Probleme durch Analyse des alltäglichen Sprachgebrauchs zu lösen.
In Ryles Hauptwerk wird die These entwickelt, dass die Philosophie seit René Descartes von dem Mythos eines „Gespensts in der Maschine“ gefangen sei: die Idee eines Geistes (oder einer Seele oder eines Ichs), der verschieden von dem physischen Körper sein soll. Wäre diese Annahme wahr, so könnte niemand wissen, ob in dem Anderen auch ein Geist vorhanden ist. Es wäre auch nicht verständlich, wie der immaterielle Geist mit einer materiellen Umwelt interagieren sollte. Schließlich ist nicht klar, wie ein nicht-räumlicher Geist sich in einem körperlichen (also räumlichen) Objekt befinden könnte. Ryle schlug vor, mentale Zustände mit Verhaltensdispositionen zu identifizieren.
Ryle fand auch die klassische Formulierung der Idee des Kategorienfehlers. Ein Kategorienfehler wird begangen, wenn man in einem bestimmten Kontext einen Begriff der falschen Kategorie verwendet.
Willard Van Orman Quine
Quine (1908–2000) setzte zunächst an der Fortführung der formalen Logik aufgrund der Principia Mathematica von Russell und Whitehead an, deren Theorie Quine verallgemeinerte. In der Erkenntnistheorie ist die auf Duhem zurückgehende Behauptung, dass nicht einzelne Elemente einer Theorie, sondern nur eine Theorie als Ganzes zu widerlegen ist, von besonderer Bedeutung. Theorien müssen sich damit als Ganzes an der Erfahrung bewähren (Holismus). Quines Grundposition ist streng empiristisch in dem Sinne, dass ein Objekt dann existiert, wenn es für das Objekt eine akzeptierte Bezeichnungsweise gibt (wissenschaftlicher Realismus). Damit gibt es keine sprachunabhängige Wirklichkeit. In einer streng logischen Untersuchung kam Quine zu der „Widerlegung der zwei Dogmen des Empirismus“, wonach (1) eine Unterscheidung von analytischen und synthetischen Aussagen sachlich unbegründet ist und (2) eine Rückführung von Aussagen ausschließlich auf Begriffe der Erfahrung nicht möglich ist. Jedes Beobachtungselement ist theoriebeladen und jede theoretische Aussage ist empiriebeladen. Daraus ist zu schließen, dass selbst mathematische Aussagen durch Erfahrungen Veränderungen unterliegen können. Dies führt Quine zum sog. erkenntnistheoretischen Naturalismus, wonach wissenschaftstheoretische Grundlagen nur in der jeweiligen Wissenschaft selbst sinnvoll gemacht werden können.
John Langshaw Austin
Austin (1911–1960) gilt als einer der Hauptvertreter des an den späten Wittgenstein anknüpfenden sprachanalytischen Phänomenalismus, der durch eine ausgeprägte Begriffsanalyse gekennzeichnet ist. Der sprachwissenschaftliche Aspekt kommt auch in der von Austin entwickelten Theorie der Sprechakte zum Ausdruck, in der er aufzeigte, dass Äußerungen nicht nur Aussagen beinhalten, sondern auch Handlungen, die nicht unter dem Maßstab wahr oder falsch fallen, beurteilt werden können.
Herbert Paul Grice
Grice (1913–1988) war ein englischer Philosoph. Er ist vor allem bekannt geworden für seine Arbeiten in der Sprachphilosophie, insbesondere für seine Analyse der Sprecherbedeutung und die Entwicklung der Begriffe der konversationellen Implikatur und des Kooperationsprinzips. Grice gehört neben Austin, Ryle und Strawson zu den bedeutendsten Vertretern der sogenannten Ordinary Language Philosophie.
Peter Strawson
Bei Strawson (1919–2006) spielte die Kategorie des Einzeldings (particular) eine wesentliche Rolle, mit dem er den Begriff der Existenz verband, weil nur das Einzelding eine individuelle raum-zeitliche Bestimmung erfährt. Dem Einzelding steht die Person gegenüber, die die Identifizierung von materiellen Gegenständen, d. h. der Wirklichkeit vornimmt (ontologischer Realismus). Für Strawson ist Philosophie deskriptive Metaphysik insofern, als er auch abstrakten Entitäten wie Sachverhalten, Zahlen oder Mengen eine Existenz zugesteht, die Urteilssubjekte sein, also beschrieben werden können. Eine idealistische Begründung solcher Entitäten lehnte Strawson ebenso ab wie eine materialistische oder dualistische Auffassung der Person, weil sich dahinter Weltanschauung außerhalb des Gegebenen verbirgt.
Richard Mervyn Hare
Hare (1919–2002) untersuchte insbesondere die Sprache der Moral, in der er einen abweichenden Modus gegenüber prädikativen Sätzen sah. Moralsprache ist weder die Beschreibung natürlicher Tatsachen (Naturalismus), noch dient sie der Erfassung intuitiver Aspekte (Intuitionismus), sondern sie ist vor allem präskriptiv, wie es insbesondere in Imperativen zum Ausdruck kommt. Während Imperative sich auf konkrete Einzelsituationen beziehen, beinhalten Werturteile eine Universalisierbarkeit, die einem rationalen Diskurs unterzogen werden können. Die Reflexion über Werturteile führte Hare weiterhin zu metaethischen Überlegungen wie der interpersonellen Vergleichbarkeit und einer Begründung des Utilitarismus.
Michael Dummett
Dummett (1925–2011) war ein britischer Philosoph und Logiker.
Er hat maßgebliche Beiträge zur Philosophie der Mathematik, zur Logik, zur Sprachphilosophie, zur Metaphysik und zur Geschichte der analytischen Philosophie geliefert. Des Weiteren hat Michael Dummett ein Wahlverfahren entwickelt und grundlegende wissenschaftliche Arbeiten zur Kartenspielfamilie Tarock publiziert. Sein Interesse galt auch dem Ausländerrecht und dem Stil der englischen Sprache.

## Existenzphilosophie
Existenzphilosophie bezeichnet eine philosophische Richtung, die im Zentrum ihres Denkens die Existenz des Menschen im weitesten Sinne hat. Innerhalb der Existenzphilosophie werden zwar verschiedene Positionen beschrieben, die sich jedoch alle durch den grundlegenden Vorrang der Erhellung des eigentlichen Existierens vor allem spekulativen Idealismus oder dem Wissenschaftsglauben des Positivismus auszeichnen. Von der Existenzphilosophie im allgemeinen Sinne kann der Existentialismus als besondere Ausdrucksform der französischen Existenzphilosophie unterschieden werden.
Als existenzphilosophische Anreger traten zu Beginn des 20. Jahrhunderts vor allem drei Philosophen auf, die teilweise auch an den großen Vorläufer der Existenzphilosophie und des Existentialismus Søren Kierkegaard anknüpfen: Maurice Blondel, Leo Schestow und Nikolai Alexandrowitsch Berdjajew.
Karl Jaspers
Der deutsche Philosoph und Psychiater Karl Jaspers (1883–1969) gilt als herausragender Vertreter der Existenzphilosophie, die er strikt vom Existentialismus Sartres unterschied. Wichtige Quellen der Philosophie von Karl Jaspers sind Kierkegaard, Spinoza, Nietzsche und vor allem Kant, dem er aber vorhält, dass er die Dimension des Zwischenmenschlichen, insbesondere der Liebe, nicht erfasst.
Schlüsselbegriff für Jaspers ist das Umgreifende, das sich in der Existenz des Menschen sowie in der Transzendenz des Ganzen der Welt widerspiegelt, ohne dass der Mensch es je in seiner Ganzheit erfassen kann. Die Existenz des Menschen ist bestimmt durch die Freiheit, die sich weder beweisen noch widerlegen lässt, die aber den Menschen ständig in Entscheidungssituationen stellt und sich in seiner Praxis offenbart. Durch die Freiheit wählt der Mensch sich selbst. Zum Selbstsein gehört aber auch die Kommunikation in der Beziehung zum anderen. „Niemand kann allein selig werden.“ Auf dem Wege zu sich selbst stößt der Mensch auf Grenzsituationen. Er lernt, dass er mit den Fragwürdigkeiten der faktischen wissenschaftlichen Weltorientierung an den Abgrund des schlechthin Unbegreiflichen stößt. In Tod, Kampf, Leiden und Schuld zeigt sich die Ausweglosigkeit, ein Scheitern zu verhindern. Nur im Annehmen dieser Situation kann der Mensch zu seiner eigentlichen Existenz gelangen.
Martin Heidegger

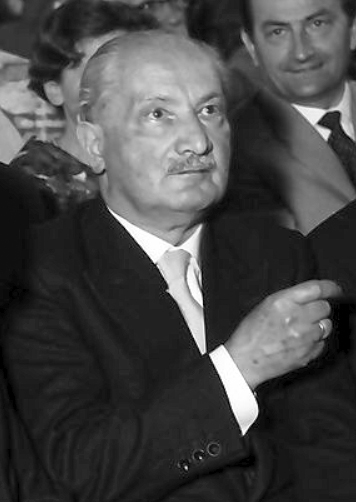
Martin Heidegger (1960)

Wichtige Impulse für die Philosophie des 20. Jahrhunderts hat die Existenzphilosophie Martin Heideggers (1889–1976) gegeben. Heideggers gesamtes Werk ist bestimmt von der Seinsfrage oder Frage nach dem „Sinn von Sein“, also die Frage nach dem, was wir meinen, wenn wir „ist“, „bin“ etc. sagen. Heidegger zufolge kam diese Frage in der Geschichte der Ontologie (Seinslehre) bisher niemals zureichend in den Blick.
Heideggers frühe Philosophie baut auf der phänomenologischen Methode auf, die er zur so genannten Existentialontologie erweitert und dabei umdeutet. Dieser Versuch kulminiert in „Sein und Zeit“ (1927); er sucht den Zugang zur Seinsfrage im Dasein. So nennt Heidegger das Sein eines bestimmten Seienden, nämlich des Seienden, das „je ich bin“. Heidegger bricht mit der philosophischen Tradition, von der allgemeinen Kategorie „Mensch“ auszugehen, und beleuchtet stattdessen das „Dasein“, das jeder von uns selbst ist.
Die Absicht Heideggers in „Sein und Zeit“ ist es, zur Seinsfrage zu gelangen, indem er die Zeit als transzendentalen Horizont der Frage nach dem Sein anvisiert. Jedoch gelangt das Fragment gebliebene Werk nicht bis zu diesem Punkt. Das überlieferte Stück des Werkes beschränkt sich auf die ontologische Analyse des Daseins, die Freilegung der „Sorge“ als Sein des Daseins und die Herausstellung der „Zeitlichkeit“ als Sinn dieser „Sorge“.
Seine Arbeiten führen Heidegger ab Mitte der 1930er Jahre in die sogenannte „Kehre“. Heidegger meinte erkannt zu haben, dass sein vorheriges Philosophieren durchaus noch im Rahmen der traditionellen Philosophie geblieben sei. Nach der Kehre führt Heideggers Denken weg von jeder „wissenschaftlichen“ Methodik hin zu einer Besinnung auf das „Sein als solches“ und die „Seinsgeschichte“, deren Gehalt bis heute keine zufriedenstellende Beurteilung gefunden hat.
Heidegger selbst verwahrte sich gegen die Bezeichnung „Existenzphilosophie“ für sein Denken, obwohl gerade von ihm die wichtigsten Impulse für diese Richtung der Philosophie ausgehen. Stattdessen spricht er vom Seins-Denken: Das Wesen des Menschen ist „Ek-sistenz“, das heißt „Aus-stand“ ins Sein, und nur vom Sein selbst her ganz zu verstehen.
Jean-Paul Sartre
Der vor allem als Erzähler, Dramatiker, Essayist und Philosoph tätige Autor Jean-Paul Sartre (1905–1980) gilt als der wohl bedeutendste und repräsentativste französische Intellektuelle des 20. Jahrhunderts.
Hauptpunkt seiner früheren Thesen ist, dass der Mensch zur Freiheit verurteilt sei: er trifft in jeder seiner Handlungen eine Wahl, und sei es nur die, zu leben oder zu sterben. Äußerliche Zwänge aufgrund äußerer gesellschaftlicher, natürlicher oder göttlicher Direktiven leugnet Sartre – dies sind Konstruktionen, die dem Menschen die Verantwortung für das, was er tut, nicht abnehmen. Er sagt: „Die Hölle, das sind die anderen“: die Erwartungen und Projektionen, die durch Mitmenschen an uns gerichtet werden, manipulieren unser Handeln, wenn wir ihnen gerecht zu werden versucht – aus Bequemlichkeit, weil wir der Verantwortung ausweichen, uns selbst stets neu erfinden zu müssen. Am bündigsten formuliert er seine These mit dem Satz „Die Existenz geht dem Wesen voraus“ („L'existence précède l'essence“) – einzig sein nacktes Dasein ist dem Menschen vorgegeben; was ihn am Ende ausmacht, muss er erfinden.
Die Lage des Menschen ist also durch absolute Freiheit gekennzeichnet oder: „Der Mensch ist dazu verdammt, frei zu sein“. Der Mensch ist das, wozu er sich macht. Daraus folgen einige Feststellungen: So ist der Mensch ist voll und ganz verantwortlich. Zunächst für seine Individualität, denn mit seinem Tun „zeichnet er sein Gesicht“. Dann aber zugleich für die ganze Menschheit, denn mit seinen Entscheidungen entwirft er ein Modell, einen „Typus“ des Menschen. Insofern ist er immer auch ein Gesetzgeber.
Simone Weil
Simone Adolphine Weil (1909–1943) war eine französische Philosophin, Dozentin und Lehrerin sowie Sozialrevolutionärin jüdischer Abstammung. Sie war politisch und sozial stark engagiert und hat Aktion und Kontemplation verbunden. Ihr Bruder war der Mathematiker André Weil.
Zunächst war sie eine agnostisch orientierte Gewerkschafterin und gleichwohl Kritikerin des Marxismus. Später entwickelte sie sich zu einer bekannten Mystikerin. Die Einheit von Politik und Religion hat sie niemals aufgegeben. Das Leben betrachtete sie als eine Suche nach dem Absoluten. Ihr Denken war von christlicher Mystik sowie von platonischen und buddhistischen Einsichten geprägt, darüber hinaus auch von der jüdischen Tradition, wozu sie sich aber nicht bekannte. Auf sie geht der Gedanke der „décréation“ zurück, der „totalen Selbstentäußerung des Menschen vor Gott“.
Simone de Beauvoir
Simone-Lucie-Ernestine-Marie Bertrand de Beauvoir (1908–1986) war eine französische Schriftstellerin, Philosophin und Feministin. Die sich politisch immer wieder engagierende Verfasserin zahlreicher Romane, Erzählungen, Essays und Memoiren gilt als Vertreterin des Existentialismus. Mit ihren beiden existentialistischen Romanen L’Invitée (1943; dt.: Sie kam und blieb) und Le Sang des autres (1945), 1984 von Claude Chabrol als Das Blut der Anderen verfilmt, erlangte Simone de Beauvoir Anerkennung als Schriftstellerin. Der Welterfolg Das andere Geschlecht (1949) gilt als ein Meilenstein der feministischen Literatur und machte sie zur bekanntesten Intellektuellen Frankreichs. Auch ihre Essays gelten als wichtige Beiträge zu dem jeweiligen Fachgebiet.
Albert Camus
Albert Camus (1913–1960) war ein französischer Schriftsteller und Philosoph, der sich selbst nicht zu den Vertretern des Existentialismus zählte, obwohl, insbesondere zu Beginn, sein Werk dieser philosophischen Strömung sehr nahesteht.
Für Camus ist die Sinnlosigkeit der Welt Fakt. Jedes große System, das vom Menschen geschaffen wurde, um der Welt einen Sinn zu geben, sei gescheitert. Insbesondere gilt dies für den Glauben an einen Gott. Zum einen könne für den Menschen nur Menschliches eine Rolle spielen und Über-menschliches von ihm nicht erkannt werden (Agnostizismus). Zum anderen beweise die Theodizee-Frage, auf die es keine befriedigende Antwort gäbe, dass bei dem Ablauf der Weltgeschichte keine metaphysische Kraft (z. B. ein Gott) im Spiel ist. Was bleibt ist eine von Zufall regierte, chaotische Welt.
Der Tod ist für Camus folgerichtig ein absolutes Ende, der, genau wie das Leben, keinen Sinn hat. Der Tod ist die einzige Fatalität, die schon vorgegeben ist und der man nicht entrinnen kann Der Mensch befindet sich in einer absurden Situation. Das Absurde besteht aus dem Spannungsverhältnis zwischen der absoluten Sinnlosigkeit des menschlichen Lebens (und des Todes) einerseits und der nie erfüllten Sehnsucht des Menschen nach einem Sinn bzw. sinnvollem Handeln. Es gibt zwar keinerlei „Ausweg“ aus der absurden Situation, dennoch kann das Absurde überwunden werden: Durch die Annahme der absurden Situation durch den Menschen. Sinnbild für diesen „absurden Mensch“ ist die mythologische Gestalt des Sisyphos.

## Hermeneutik
Hermeneutik kann man als die Erkenntnistheorie der Geisteswissenschaften bezeichnen, die im Gegensatz zum naturwissenschaftlichen abstrahierenden Erklären das Verstehen insbesondere von Texten in den Vordergrund stellt, weil ihr Thema nicht das Erkennen von Gesetzen, sondern die Auseinandersetzung mit gegebenen, oft historischen Zuständen und Ereignissen ist.

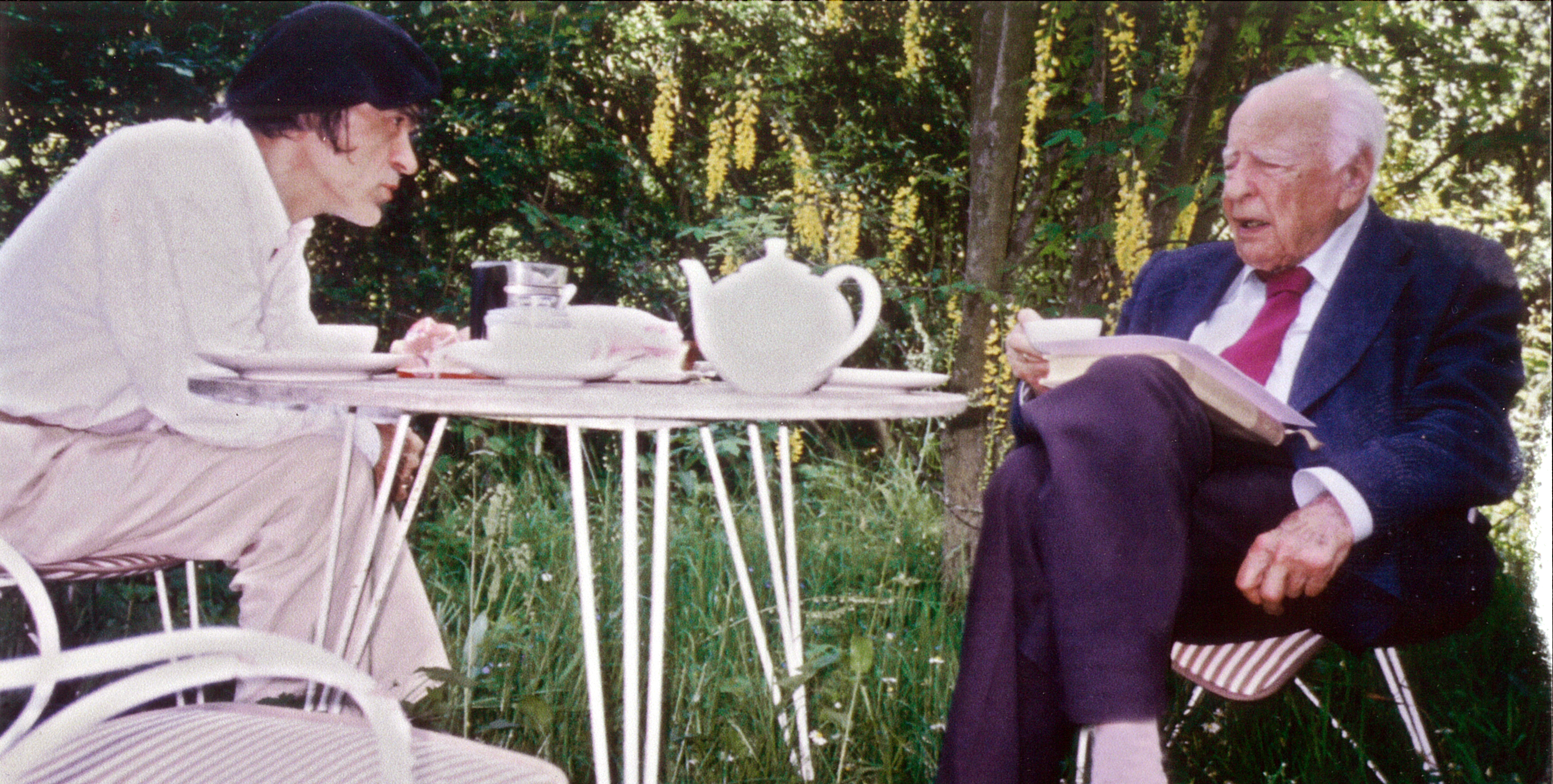
Hans-Georg Gadamer im Gespräch mit Wassili Lepanto (links), um 2000

Hans-Georg Gadamer nahm die von Schleiermacher als Theorie der auslegenden Sinnerschließung begründete und von Wilhelm Dilthey (Akt der Einfühlung = empathetisches Verstehen) und Wilhelm Windelband weiterentwickelte Hermeneutik auf und verband sie insbesondere mit dem von seinem Lehrer Heidegger aufgeworfenen Aspekt des hermeneutischen Zirkels, nach dem jedes Textverständnis immer einen Bezug auf den Interpreten beinhaltet, d. h. dem Interpreten ist ein Verstehen, das identisch mit dem Original ist, aufgrund seines eigenen Vorverständnisses nicht möglich. Nur mit diesem Vorverständnis erschließt der Interpret den Text für sich sinnhaft.
Gadamer fasste Sprache mit Bezugnahme auf Humboldt und Herder als „Weltansicht“ auf, mit der der Mensch sich die Welt erschließt. Im Gespräch mit dem Gegenstand erfolgt seine Rekonstruktion. Jeder Text hat – unabhängig von der Richtigkeit des Ausgesagten – einen Wahrheitsanspruch, den man normalerweise akzeptiert. Einen Text verstehen heißt, dessen Sinnganzes in Fragen des Interpreten und Antworten des Textes in sich aufzunehmen. Dieses bezeichnete Gadamer als Horizontverschmelzung. Diese Horizontverschmelzung, die ebenso im alltäglichen Geschehen wie in der Auseinandersetzung mit den Texten fremder Kulturen stattfindet, ist die Bedingung der Möglichkeit des Verstehens, also transzendentale Voraussetzung. Für Gadamer sind Verstehen und Verständigung Vollzugsformen menschlichen Lebens, die der Reflexion und damit der Philosophie und den (Natur)wissenschaften vorausgehen.
Gadamers Erweiterung der Hermeneutik hat nach Erscheinen seines grundlegenden Werkes „Wahrheit und Methode“ (1960) umfassende Beachtung vor allem auch in Italien und Frankreich gefunden und gilt nunmehr als maßgeblich für die Hermeneutik. Andererseits gibt es kritische Stimmen sowohl aus dem naturwissenschaftlichen Lager als auch z. B. von Karl-Otto Apel und Jürgen Habermas wie auch von Hans Albert, die sich vor allem gegen den Universalitätsanspruch Gadamers sowie die fehlende Lösung der Frage der Geltung wenden. Ein Naturalist wie Richard Rorty schätzte Gadamer hingegen, weil die Hermeneutik einen anderen als den rein behavioristischen Zugang zum Fremdpsychischen ermöglicht.

## Pragmatismus
In der Philosophie wird mit Pragmatismus eine Denkrichtung bezeichnet, die in Amerika von Charles Sanders Peirce und William James begründet und im Anschluss vornehmlich von John Dewey und George Herbert Mead fortgeführt wurde. Die Ideen von Dewey und Mead bilden auch Grundlagen für die Chicago School of Sociology. Dem Pragmatismus zufolge sind es die praktischen Konsequenzen und Wirkungen einer lebensweltlichen Handlung oder eines natürlichen Ereignisses, die die Bedeutung eines Gedankens bestimmen. Dabei ist das menschliche Wissen für die Pragmatisten grundsätzlich fehlbar (Fallibilismus). Entsprechend wird die Wahrheit einer Aussage oder Meinung (Überzeugung) aufgrund der erwarteten oder möglichen Ergebnisse einer Handlung bestimmt. Die menschliche Praxis wird als ein Fundament auch der theoretischen Philosophie (also insbesondere der Erkenntnistheorie und Ontologie) verstanden, da vorausgesetzt wird, dass auch das theoretische Wissen dem praktischen Umgang mit den Dingen entspringt und auf diese angewiesen bleibt. In den philosophischen Grundgedanken bestehen zwischen den Positionen der einzelnen Pragmatisten erhebliche Unterschiede, die die Gemeinsamkeiten eher in der pragmatischen Methode als in einem einheitlichen theoretischen Gebäude sahen.
Während Peirce, James, Dewey und Mead teilweise noch dem 19. Jahrhundert angehören, setzt sich die Strömung des Pragmatismus im 20. Jahrhundert, teilweise auch in Deutschland, vor allem bei F. C. S. Schiller, Willard Van Orman Quine, Karl-Otto Apel, Jürgen Habermas, Richard Rorty und Robert Brandom fort.

## Neomarxismus und Kritische Theorie
Mit der Bezeichnung Neomarxismus werden unterschiedliche, sich ab den 1920er Jahren bildende wissenschaftliche Denkschulen und davon ausgehend auch vereinzelte politische Strömungen zusammengefasst, die an das Werk von Karl Marx anknüpfen, sich aber von einer dogmatisierenden Auslegung (z. B. der „Wissenschaftliche Sozialismus“, die von Karl Kautsky formulierte „Marxistische Orthodoxie“, Marxismus als „Proletarische Weltanschauung“ usw.) abgrenzen.
George Lukács
George Lukács (1885–1971) war ein ungarischer Philosoph, Literaturwissenschaftler und -kritiker. Lukács gilt (zusammen mit Ernst Bloch, Antonio Gramsci und Karl Korsch) als bedeutender Erneuerer einer marxistischen Philosophie und Theorie in der ersten Hälfte des 20. Jahrhunderts.
Zu den von Lukács beeinflussten Theoretikern zählen, neben den Autoren der sogenannten Frankfurter Schule, die in erheblicher Weise von Lukács’ Arbeiten profitierten, Ágnes Heller, Leo Kofler und Lucien Goldmann.
Ernst Bloch
Ernst Bloch (1885–1977) war der Philosoph der konkreten Utopien, des Prinzips Hoffnung. Im Zentrum seines Denkens steht der über sich hinausdenkende Mensch. Das Bewusstsein des Menschen ist nicht nur das Produkt seines Seins, es ist vielmehr mit „Überschuss“ ausgestattet. Dieser „Überschuss“ findet seinen Ausdruck in den sozialen, ökonomischen und religiösen Utopien, in der bildenden Kunst, in der Musik.
Als Marxist sieht Bloch im Sozialismus und Kommunismus die Instrumente, diesen „Überschuss“ in die Praxis umzusetzen. Untypisch für einen Marxisten ist seine starke Hinwendung zur Metaphysik. Im Zentrum seiner Überlegungen steht dabei das „Noch-Nicht-Sein“, das für unser Jetzt kennzeichnend ist. Der Mensch, die Gesellschaft ist „noch nicht bei sich angekommen“, weil wir noch Mangel fühlen, unser Nicht-Haben spüren. Alles Seiende umgibt jedoch ein „Bedeutungshof“ seiner unrealisierten Möglichkeiten, der uns „auf den Weg bringen“ kann, das Nicht-Haben in ein Haben umzuwandeln.
Antonio Gramsci
Antonio Gramsci (1891–1937) war ein italienischer Schriftsteller, Journalist, Politiker und marxistischer Philosoph. Er gehört zu den Begründern der Kommunistischen Partei Italiens (Partito Comunista Italiano). Vom 6. April 1924 bis zu seiner Verhaftung durch Faschisten am 8. November 1926 war er Abgeordneter im italienischen Parlament. Während seiner Zeit im Gefängnis verfasste Gramsci Texte mit philosophischen, soziologischen und politischen Überlegungen, die 32 Hefte füllen. Sie sind als Gefängnishefte bekannt geworden und bilden ein bedeutendes Werk marxistischen Denkens.
Karl Korsch
Karl Korsch (1886–1961) gilt neben Georg Lukács, Ernst Bloch und Antonio Gramsci als bedeutendster Erneuerer einer marxistischen Philosophie und Theorie in der ersten Hälfte des 20. Jahrhunderts.
Als Rechtsprofessor, der kaum lehren durfte, war er Sozialphilosoph, mit einem engagierten Zwischenspiel als Politiker und Parlamentarier. Er war 1923 Mitbegründer des Instituts für Sozialforschung in Frankfurt am Main. Dabei nahm er im Unterschied zur Kritischen Theorie stärker eine Vermittlerrolle zwischen dem Wissenschaftsanspruch des Positivismus und der sozialistischen Theorie und Praxis der materialistischen Dialektik nach Karl Marx ein.
Herbert Marcuse
Herbert Marcuse (1898–1979) war ein deutsch-amerikanischer Soziologe und Philosoph. Die Jugendschriften von Karl Marx beeinflussen Marcuses Philosophie sehr. 1932 kritisiert er mit Marx den Kapitalismus als ultimative Krise des menschlichen Wesens. Unter kapitalistischen Verhältnissen treten Wesen und Existenz des Menschen auseinander, der Mensch ist entfremdet und kann sich nicht frei entfalten.
Später untersucht Marcuse die „Ideologie der fortgeschrittenen Industriegesellschaft“. Er konstatiert sowohl in der Wissenschaft als auch im öffentlichen Diskurs ein „eindimensionales“ und „positives“ bzw. positivistisches Denken. Insbesondere die Wissenschaft flüchte sich aus Furcht vor Werturteilen oder politischer Einmischung in die Empirie und in quantitatives Denken. Grundsätzliche, qualitative Reflexion der gesellschaftlichen Probleme und Aufgabenstellungen fänden in dieser technokratischen Herrschaftswissenschaft nicht statt. Statt also die Ungleichheit im Kapitalismus und die nukleare Bedrohung anzugreifen und zu kritisieren, würden diese Probleme nur verwaltet und somit immer neu reproduziert. Marcuse setzt dem die „Negation“ entgegen: einerseits die Verneinung durch Kritik, andererseits die Weigerung, das Spiel mitzuspielen und die Suche nach dem qualitativ Anderen.
Theodor W. Adorno und Max Horkheimer

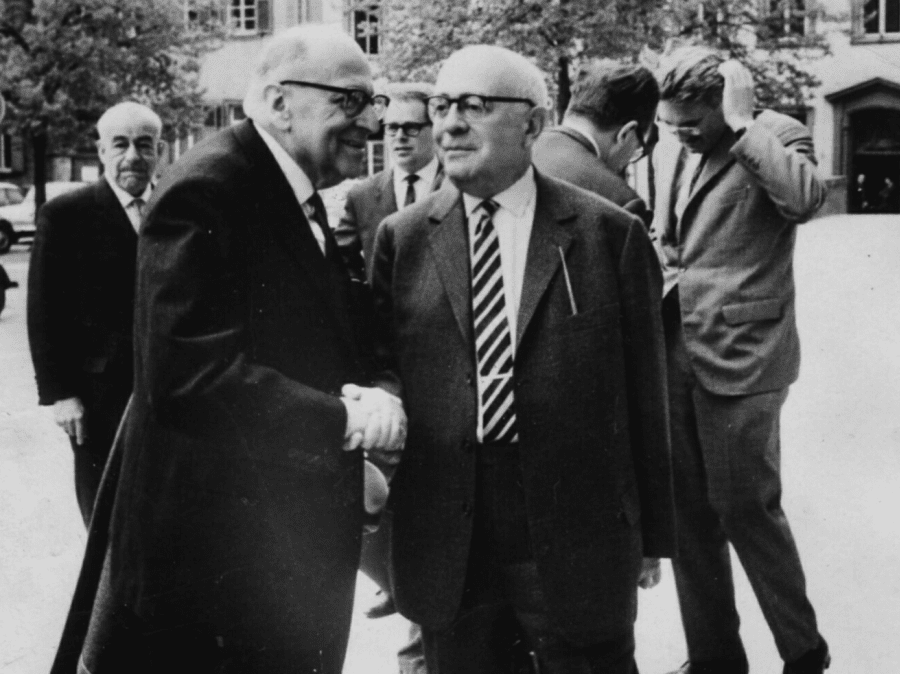
Horkheimer, Adorno und Habermas

Theodor W. Adorno (1903–1969) war ein deutscher Philosoph, Soziologe, Musiktheoretiker und Komponist. Nach 1945 nahm er die intellektuell führende Rolle im Frankfurter Institut für Sozialforschung ein, die zuvor Max Horkheimer (1895–1973) innehatte. Mit ihm zusammen publizierte er 1947 die Fragmentsammlung Dialektik der Aufklärung. In diesem Hauptwerk der Kritischen Theorie dieser Phase versuchten die beiden Autoren angesichts der Shoah, der industriell organisierten Vernichtung der europäischen Juden, eine Geschichtsphilosophie der Gesellschaft „nach Auschwitz“ zu entwickeln, die die in den 1930er Jahren von ihnen vertretene Version des Historischen Materialismus ablösen sollte.
Das Dritte Reich als welthistorisches Ereignis war für Adorno wie für Horkheimer der Zusammenbruch aller bisherigen Kultur. Philosophie konnte danach nicht länger betrieben werden wie bisher. So kulminiert die „Negative Dialektik“, Adornos erst nach seiner Rückkehr verfasstes Spätwerk, denn auch in der Aufstellung eines neuen kategorischen Imperativs, den „Hitler den Menschen aufgezwungen“ habe: „Ihr Denken und Handeln so einzurichten, daß Auschwitz nicht sich wiederhole, nichts Ähnliches geschehe.“ Die Philosophie Adornos soll nun nur noch ein letztes Asyl des Geistes angesichts der Vorherrschaft auferstandener Metaphysiken sein.
Jürgen Habermas
Jürgen Habermas (* 1929) ist ein deutscher Soziologe und Philosoph. Die Habermas'sche Theorie von „System und Lebenswelt“ beinhaltet eine gerichtete Logik von Entwicklungsstufen der Menschheit. Drei Entwicklungsstufen werden unterschieden.
Zunächst bestehen traditionale Gesellschaften, in der die „Lebenswelt“ noch nicht vom „System“ getrennt ist, die ihre Reproduktion so gestalten, dass zum Beispiel die Arbeitsteilung nicht sehr vorangeschritten ist. In der zweiten Stufe entwickelt sich das „System“ aus der „Lebenswelt“ heraus. Der bürokratische Staat und der Markt verwenden die Steuerungsmedien „Macht“ und „Geld“, um den Menschen eine gewisse Handlungslogik aufzuzwingen („Kolonialisierung der Lebenswelt“). In der dritten Stufe, den industriellen Gesellschaften, treten die Konflikte zwischen „System“ und „Lebenswelt“ offen hervor: „Heute dringen die über die Medien Geld und Macht vermittelten Imperative von Wirtschaft und Verwaltung in Bereiche ein, die irgendwie kaputtgehen, wenn man sie vom verständigungsorientierten Handeln abkoppelt und auf solche mediengesteuerten Interaktionen umstellt.“
Axel Honneth
Axel Honneth (* 1949) ist ein deutscher Sozialphilosoph und Direktor des Instituts für Sozialforschung (IfS) an der Goethe-Universität in Frankfurt am Main. Er ist der bedeutendste lebende Vertreter der Kritischen Theorie der Gegenwart.
Honneths Forschungsgebiet ist die Sozialphilosophie. Im Zentrum seiner Arbeiten steht eine an die Jenenser Schriften des jungen Hegel und den symbolischen Interaktionismus George Herbert Meads anknüpfende Theorie der Anerkennung, die er in seinem bekanntesten Buch, Kampf um Anerkennung, entfaltet.

## Kritischer Rationalismus
Karl Popper (* 28. Juli 1902 in Wien; † 17. September 1994 in London) war ein österreichischer, später britischer Philosoph und Wissenschaftstheoretiker. Popper legte seine Ansichten zur Wissenschaftstheorie im Werk Logik der Forschung (1934) dar. Popper behauptet darin, dass wissenschaftlicher Fortschritt dadurch geschehe, dass Hypothesen beliebiger Herkunft sein dürfen (z. B. Geistesblitze, kreative Prozesse), aber strenger Prüfung unterzogen werden müssen. In einem evolutionsartigen Selektionsprozess setzen sich so diejenigen Theorien durch, die „wahrheitsnäher“ sind. Sicheres oder wahrscheinliches Wissen entsteht dabei allerdings nicht; alles Wissen ist unbegründet, und nur über seinen Grad der Bewährung, d. h. die Reichweite der Prüfungen, denen die Theorie unterzogen wurde und standhielt, lässt sich eine Aussage machen.
In seinem Werk „Die offene Gesellschaft und ihre Feinde“ von 1945 rechnet er detailliert mit den Gedankenmodellen von Platon, Hegel und Marx ab, die seiner Meinung nach totalitäre Systeme befördert haben. Als Gegenbild dieser „geschlossenen Gesellschaften“ entwirft er eine „Offene Gesellschaft“, die nicht am Reißbrett geplant, sondern pluralistisch ist und sich in einem endlosen Prozess von Kritik und Verbesserungen fortentwickelt. Der Begriff „Offene Gesellschaft“ ist in die politische Sprache eingegangen.
Ein weiterer Vertreter des Kritischen Rationalismus ist Hans Albert (1921–2023), ein deutscher Philosoph und Soziologe, in dessen Denken der Erkenntnistheorie eine wesentliche Bedeutung zukommt. Eine grundlegende Annahme seiner philosophischen Auffassung besagt, dass keine Behauptung bzw. Aussage (Proposition), egal welchen Ursprung eine Aussage auch immer haben mag, auf eine sichere Begründung zurückzuführen sei. Es ist nicht möglich, für irgendeine Aussage Letztbegründung zu beanspruchen. Somit ist die Garantie sicheren Wissens nicht gegeben. Hans Albert stellt mit Hilfe seines Münchhausen-Trilemmas die These auf, dass jeder Versuch, eine Behauptung zu einer letztbegründeten und damit vollkommen unkritisierbaren Wahrheit zu erheben, scheitern muss. Alle Menschen irren – niemand ist unfehlbar.

## Wissenschaftstheorie
Thomas Samuel Kuhn (1922–1996) war ein US-amerikanischer Physiker, Wissenschaftstheoretiker und -historiker. Nach Kuhn ist eine jeweils herrschende allgemeine wissenschaftliche Leitidee (Paradigma) in der Wissenschaft eng mit einer soziologisch relativ eindeutig abgrenzbaren Wissenschaftlergemeinschaft (scientific community) verknüpft. Diese Gemeinschaft verteidige und propagiere ihr zugehöriges Paradigma. Normale Wissenschaft, nach Kuhn, ist Problemlösen. Häufen sich bei dieser Arbeit Schwierigkeiten und Widersprüche, so nehmen Konflikte und Diskussionen zu (Krisen) und schließlich kommt es zu Paradigmenwechseln, bei denen bestehende Paradigmen verworfen und durch andere ersetzt werden. Die Ablösung von Paradigmen ereignet sich nach Kuhn nicht auf dem Wege der logischen Widerlegung der alten Theorie, sondern auf dem Wege der Konfrontation mit einer neuen Theorie, um die sich eine neue scientific community bilde. Die Kuhnsche Unterscheidung von vorparadigmatischen Phasen der Wissenschaftsentwicklung, von Phasen der Formierung eines Paradigmas sowie von Phasen des Übergangs zu einem neuen Paradigma weisen auf das wichtige Problem von Rhythmen der Theorienentwicklung hin.
Der österreichische Philosoph und Wissenschaftstheoretiker Paul Feyerabend (1924–1994) sah Wissenschaft, neben beispielsweise Religion oder Kunst, nur als eine von vielen Möglichkeiten, Erkenntnis zu gewinnen. Für Feyerabend lässt sich aus der Ideengeschichte der Schluss ziehen, dass die Praxis der Erkenntnisgewinnung und Erkenntnisveränderung in oftmals irrationaler und anarchischer Weise bestehende wissenschaftstheoretische Grundsätze verletzt hat und eben darum erfolgreich war. Feyerabend betont die Bedeutung von Intuition und Kreativität als Voraussetzung des Erkenntnisgewinns und Erkenntnisfortschritts, beide dürfen nicht durch eine bestimmte dogmatische Rationalität und wissenschaftstheoretisch-methodologische Regeln und Zwänge, die ihrerseits nicht sakrosankt sind, sondern vielmehr im Erkenntnisprozess einem Wandel unterliegen, nutzlos und in irreführender Weise eingeschränkt werden.
Der Konstruktivismus der Erlanger Schule (oder Methodischer Konstruktivismus) ist ein wissenschaftstheoretischer Ansatz. Mit der Logischen Propädeutik wurde von Wilhelm Kamlah und Paul Lorenzen ein sprachphilosophischer Neuansatz versucht. Die Erlanger Schule suchte eine aufklärerische Neubegründung der Vernunft zwischen dem Kritischen Rationalismus Poppers und der von der Transzendentalpragmatik Karl-Otto Apels intendierten Letztbegründung und fand einen Koalitionspartner in der Frankfurter Schule („Große Koalition“). Mit der Dialogischen Logik, der Protophysik, der Konstruktiven Mathematik, der Theorie ethisch-politischer und technischer Kultur wurde eine teilweise umstrittene konstruktive Wissenschaftstheorie entworfen.

## Konstruktivismus
Konstruktivismus nennen sich mehrere Strömungen in der Philosophie des 20. Jahrhunderts. Aufgrund des gemeinsamen Namens werden sie manchmal irrtümlich für übereinstimmend gehalten. Die meisten Varianten des Konstruktivismus gehen davon aus, dass ein erkannter Gegenstand vom Betrachter selbst durch den Vorgang des Erkennens konstruiert wird. In der Fachsprache der Philosophie ausgedrückt, nehmen sie damit eine nominalistische Position zum Universalienproblem ein.
Während im Radikalen Konstruktivismus (vertreten etwa durch Ernst von Glasersfeld, Heinz von Foerster, Humberto Maturana, Francisco Varela und Paul Watzlawick) unter Rückgriff auf Jean Piaget die menschliche Fähigkeit, objektive Realität zu erkennen, mit der Begründung bestritten wird, dass jeder Einzelne sich seine Wirklichkeit im eigenen Kopf „konstruiert“, glauben Anhänger des Erlanger Konstruktivismus (Wilhelm Kamlah, Paul Lorenzen und Kuno Lorenz) an eine gemeinsame Konstruktionsweise: dass es mit Hilfe einer besonderen Sprach- und Wissenschaftsmethodik möglich sei, „das naive Vorfinden der Welt“ zu überwinden und durch „methodische Erkenntnis- und Wissenschafts-Konstruktion“ zu ersetzen. Ob dieses gemeinsam Konstruierte auch unabhängig von seiner Konstruktion existiert oder bloß einen Konsens belegt, ist dagegen ein anderes Problem. Der Erlanger Konstruktivismus ist wesentlich angeregt von der Konstruktiven Mathematik, die wie der Radikale Konstruktivismus eine nominalistische Anschauung vertritt.

## Philosophie des Geistes
Die Philosophie des Geistes beschäftigt sich mit der Natur geistiger oder mentaler Zustände, ihren Wirkungen und Ursachen. Zentral ist dabei die Frage nach dem Verhältnis von geistigen und körperlichen Zuständen. Neben diesen ontologischen Fragen befasst sich die Philosophie des Geistes auch mit den erkenntnistheoretischen Fragen nach der Erkennbarkeit des Geistes. Die Philosophie der Bewegung des Geistes durch die Geschichte (wie sie beispielsweise in Hegels Phänomenologie des Geistes einen besonderen Höhepunkt fand) wird thematisch davon getrennt. Geist wird in der Philosophie des Geistes als mind verstanden und nicht als Weltgeist.
Der Kern der Philosophie des Geistes ist das Leib-Seele-Problem, das manchmal auch „Körper-Geist-Problem“ genannt wird. Es besteht in der Frage, wie sich die mentalen Zustände (oder der Geist, das Bewusstsein, das Psychische, die Seele) zu den physischen Zuständen (oder dem Körper, dem Gehirn, dem Materiellen, dem Leib) verhalten. Handelt es sich hier um zwei verschiedene Substanzen? Oder sind das Mentale und das Physische letztlich eins? Dies sind die zentralen Fragen der Philosophie des Geistes.

## Strukturalismus

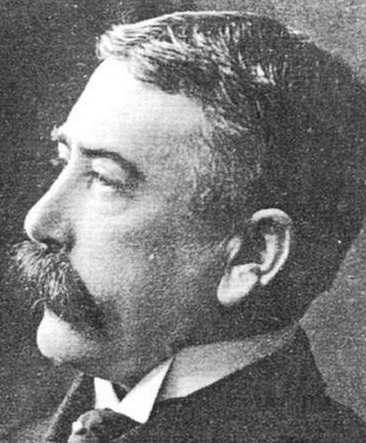
Ferdinand de Saussure

Der Strukturalismus ist eine Forschungs-Methode der Geisteswissenschaft und eine wichtige Strömung in Kunst und Architektur, insbesondere in den 1950er bis frühen 1970er Jahren. Er beruht auf der Grundannahme, dass Phänomene nicht isoliert auftreten, sondern in Verbindung mit anderen Phänomenen stehen. Diese Verbindungen gilt es aufzudecken; genauer gesagt bilden die Phänomene einen strukturierten (strukturierbaren) Zusammenhang. Dabei wird die Struktur jedoch durch den Beobachter in einem Modell konstruiert. Die Struktur existiert also nicht auf der Ebene der Wirklichkeit, sondern nur auf der Ebene des Modells.
Die strukturalistische Methode ist in Disziplinen wie der Linguistik oder der Anthropologie weithin anerkannt. Dagegen waren und sind Versuche umstritten, die Methode auf alle kulturwissenschaftlichen Disziplinen auszuweiten. Der Strukturalismus erhebt tatsächlich den provozierenden Anspruch, Sprach-, Zeichen- und Kulturphänomene mit naturwissenschaftlicher Exaktheit zu beschreiben.
Das Gründungswerk des Strukturalismus ist allerdings nicht direkt, wie oftmals zu lesen ist, von dem Sprachwissenschaftler Ferdinand de Saussure (1857–1913) verfasst worden, sondern wurde von zwei seiner Kollegen geschrieben, die anhand mehrerer Vorlesungsmitschriften versuchten, das Sprachdenken Saussures zu rekonstruieren.
Claude Lévi-Strauss
Als eigentlicher Begründer des Strukturalismus gilt der französische Ethnologe und Anthropologe Claude Lévi-Strauss (1908–2009). Lévi-Strauss vergleicht die Beziehung zwischen der Linguistik und der Sprache mit dem Verhältnis zwischen Anthropologie und der Kultur und postuliert die Übertragbarkeit von linguistischen Konstrukten auf die Ethnologie. Er argumentierte, dass die Kultur wie die Sprache sei: Nur ein Außenstehender könne die ihr zugrundeliegenden Regeln und Strukturen erkennen und interpretieren.
Alle Menschen haben kulturübergreifend die Tendenz, ihre Umwelt zu klassifizieren. Die dabei verwendeten Schemata sind interkulturell übertragbar und beweisen die Uniformität der Strukturen des menschlichen Denkens. Eines dieser universalen Denksysteme sei die binäre Opposition, das heißt das Denken in Gegensatzpaaren. Laut ihm ist der grundlegendste Grundgegensatz die Opposition zwischen „Natur“ und „Kultur“. Über die Analyse der Mythen der Völker kann der Forscher, so vermutet Lévi-Strauss, bis zu den universalen, das heißt für alle Menschen geltenden Denkstrukturen vorstoßen.
Jacques Lacan
Jacques Lacan (1901–1981) war ein französischer Psychoanalytiker, der die Schriften Sigmund Freuds neu interpretierte und radikalisierte. Eine seiner wichtigen Thesen ist, dass das Unbewusste eine symbolische Struktur hat – die der Sprache. Allgemein kreisen seine Theorien um den Versuch, das Abwesende im Anwesenden mitzudenken und dialektisch zu denken. Er baut damit auf den Arbeiten des Linguisten Ferdinand de Saussure, von dem er die Terminologie übernimmt (Signifikant, Signifikat, Zeichen, Opposition und Differenz).
Lacan beschreibt das Universum des Subjekts bestehend aus den Bereichen des Imaginären und des Symbolischen – ergänzt werden diese Bereiche noch durch den Bereich des Realen. Das Reale ist nicht mit der Realität zu verwechseln, sondern bildet den für das Subjekt völlig unzugänglichen Grund seiner Ex-sistenz.
Von der Psychoanalyse Jacques Lacans beeinflusst war der französische Philosoph Louis Althusser (1918–1990), der das Werk von Karl Marx einer strukturalistischen Lesart unterzog.
Roland Barthes
Roland Barthes (1915–1980) war ein berühmter französischer Literaturkritiker, Schriftsteller, Philosoph und Semiotiker des 20. Jahrhunderts. Sein Werk umspannt Strukturalismus ebenso wie Poststrukturalismus. Barthes Buch S/Z wird oftmals das Meisterwerk des literaturwissenschaftlichen Strukturalismus genannt. Hier wird in der Analyse einer Erzählung von Honoré de Balzac Satz für Satz und Wort für Wort unterschiedlichen Codesystemen und Bedeutungsebenen zugewiesen.

## Poststrukturalismus
In der zweiten Hälfte des 20. Jahrhunderts, insbesondere infolge des Strukturalismus und der sog. 68er-Bewegung entstehen mit dem Poststrukturalismus sehr offene (für Kritiker auch: beliebige) Strömungen der Philosophie. Sie möchten, wie bei Jacques Derrida (Différance, Dekonstruktion) oder Gilles Deleuze (Rhizom, Virtualitäten) das Instabile, Fragile, sich im Fluss Befindliche an der Welt untersuchen und begreifen, was entsprechend auch die Kritik an Mythen und Festschreibungen und an Politik mit sich bringt. Jean-François Lyotard ruft das Zeitalter der Postmoderne aus, Jean Baudrillard sieht die Welt in die Hyperrealität gleiten. Als weiterhin aktuelle Strömung der Philosophie ist der Poststrukturalismus und sein Stellenwert oft noch Gegenstand erbitterter Debatten (Philosophie der Gegenwart).
Herausragende Vertreter des Poststrukturalismus sind Michel Foucault, Jacques Derrida, Gilles Deleuze, Félix Guattari, Jean-François Lyotard, Roland Barthes, Jacques Lacan, Louis Althusser, Jean Baudrillard, Slavoj Žižek, Ernesto Laclau, Julia Kristeva, Chantal Mouffe, Judith Butler, Luce Irigaray, Paul de Man, Christian Metz, Saul Newman und Hélène Cixous.

## Feminismus und Feministische Philosophie
Feminismus bezeichnet sowohl eine akademische als auch eine politische Bewegung, die für Gleichberechtigung, Menschenwürde, die Selbstbestimmung von Frauen sowie gegen Sexismus eintritt. Daneben verweist Feminismus auf politische Theorien, die – über einzelne Anliegen hinaus – die Gesamtheit gesellschaftlicher Verhältnisse, einen grundlegenden Wandel der sozialen und symbolischen Ordnung und der Geschlechterverhältnisse im Blick haben. Gleichzeitig erlauben sie Deutungen und Argumente zur Gesellschaftskritik.
Bedeutende Vertreterinnen einer feministischen Philosophie waren oder sind Simone de Beauvoir (Das andere Geschlecht), Germaine Greer (Der weibliche Eunuch), Julia Kristeva, Alice Schwarzer (Der kleine Unterschied und seine großen Folgen) und Judith Butler (Das Unbehagen der Geschlechter und Körper von Gewicht).
Weitere Vertreterinnen sind: Hélène Cixous, Bracha Ettinger, Patricia Hill Collins, Donna Haraway, Sandra Harding, Nancy Hartsock, Luce Irigaray, Lynn Hankinson Nelson, Dorothy Smith, Alison Wylie, Martha Nussbaum, Herta Nagl-Docekal, Seyla Benhabib.